# Сидоровка (Романовський район)
Си́доровка (рос. Сидоровка) — село у складі Романовського району Алтайського краю, Росія. Адміністративний центр та єдиний населений пункт Сидоровської сільської ради.

## Населення
Населення — 1331 особа (2010; 1545 у 2002).
Національний склад (станом на 2002 рік):
- росіяни — 91 %